# Eugenia stricta
Eugenia stricta là một loài thực vật có hoa trong Họ Đào kim nương. Loài này được Pancher ex Brongn. & Gris mô tả khoa học đầu tiên năm 1865.